# Saljut-3-Nunatak
Der Saljut-3-Nunatak (russisch Нунатак Салют-3 Nunatak Saljut-3) ist ein Nunatak im ostantarktischen Mac-Robertson-Land. Er ragt in den Prince Charles Mountains auf.
Russische Wissenschaftler benannten ihn nach der Weltraumstation Saljut 3.